# La camarista
La camarista és una pel·lícula mexicana estrenada en el 2018 dirigida per Lila Avilés. La pel·lícula va ser seleccionada per a representar a Mèxic com a millor pel·lícula estrangera als premis Oscar 2020. Fou estrenada al Festival Internacional de Cinema de Toronto.

## Argument
Una camarista que treballa en un hotel a la Ciutat de Mèxic, cerca trobar el seu lloc en el món.

## Repartiment
- Gabriela Cartol
- Agustina Quinci
- Teresa Sánchez

## Recepció
Aquest film ocupa el lloc 39 dins de la llista de les Les 100 millors pel·lícules mexicanes de la història, segons l'opinió de 27 crítics i especialistes del cinema a Mèxic, publicada pel portal Sector Cine al juny de 2020.

## Nominacions i premis
Als LXI Premis Ariel va guanyar el premi a la millor opera prima, encara que també fou nominada als de millor pel·lícula, actor, director, actriu, edició, fotografia, actor revelació, actriu revelació i guió. També va guanyar el premi a la millor opera prima al Festival Internacional del Nou Cinema Llatinoamericà de l'Havana, al Festival de Cinema de Lima, al Festival Internacional de Cinema de Marràqueix, al Festival Internacional de Cinema de Morelia i al Listapad de Minsk, entre d'altres.